# Harmannus Anton Obendiek
Harmannus Anton Obendiek (* 19. September 1894 in Weener; † 14. September 1954 in Rapid City) war ein deutscher reformierter Theologe.

## Leben
Der Sohn eines Töpfermeisters studierte seit 1914 Theologie in Tübingen und Göttingen (Promotion zum Lic. theol. 1927), wurde 1922 ordiniert und übernahm 1922 die Pfarrstelle in Hinte. 1925 wurde er Pfarrer in Nüttermoor, 1927 in Ihrhove und 1931 in Wuppertal-Barmen, wo er bis 1951 wirkte. Er lehrte seit 1932 als nebenamtlicher Dozent für praktische Theologie an der Theologischen Schule Elberfeld bzw. Kirchlichen Hochschule Wuppertal, an der er seit 1952 hauptamtlicher Professor war. 1954 trat er bei der Generalversammlung des Reformierten Weltbundes in Princeton/USA auf und nahm anschließend als EKD-Delegierter an der Weltkirchenkonferenz in Evanston/USA teil. Während einer anschließenden Predigt- und Vortragsrundreise verunglückte Obendiek tödlich.

## Schriften (Auswahl)
- Satanismus und Dämonie in Geschichte und Gegenwart. Stimmen aus der Deutschen christlichen Studentenbewegung. Heft 58. (Der Arbeit liegt ein Vortrag zugrunde, den der Verfasser Ostern 1927 auf einer Tagung der Altfreunde der Deutschen Christlichen Studentenvereinigung in Bremen gehalten hat.) Furche-Verlag, Berlin 1928. 68 S.
- Der alt böse Feind. Das biblisch-reformatorische Zeugnis von der Macht des Satans. Für die Christenheit der Gegenwart dargelegt. Buchhandlung des Erziehungsvereins, Neukirchen 1930, 94 S.
- Der Teufel bei Martin Luther. Eine theologische Untersuchung. Furche Verlag, Berlin 1931, 312 S.
- Die Erfahrung in ihrem Verhältnis zum Worte Gottes bei Calvin, in: Aus Theologie und Geschichte der reformierten Kirche. Festgabe für E. F. Karl Müller. Buchhandlung des Erziehungsvereins, Neukirchen 1933, S. 180–214.
- Kirchenspaltung und Kircheneinheit im Zeitalter der Reformation, in: Junge Kirche 2 (1934), S. 619–626.
- Die Institutio Calvins als ‚Confessio’ und ‚Apologie’, in: Ernst Wolf (Hrsg.). Theologische Aufsätze: Karl Barth zum 50. Geburtstag. Christian Kaiser Verlag, München 1936, S. 417–431.
- Die Obrigkeit nach dem Bekenntnis der reformierten Kirche. München 1936.
- Unser Dienst in Predigt und Seelsorge. Wuppertal, Verlag Emil Müller (um 1946), 39 S.
- D. Paul Humburg. Der Zeuge. Die Botschaft. Ein Wort des Gedenkens. Die Botschaft, dargeboten aus seinen Schriften. Wuppertal 1947, OCLC 73599444.
- Das Zeugnis der Wahrheit nach dem Heidelberger Katechismus. Neukirchen-Vluyn 1952, OCLC 1070743922.
- Deine Zeugnisse sind meine Rede. 20 Predigten. Neukirchen-Vluyn 1955, OCLC 73599439.
- Die Bedeutung der kulturellen und sozialen Faktoren im Blick auf die Spaltung der Kirche. Vortrag auf der dritten Weltkonferenz für Glauben und Kirchenverfassung, Lund 1952, in: Junge Kirche 14 (1953), S. 366–376.
- Der Busch brannte mit Feuer und ward doch nicht verzehrt. Ein Bericht über die presbyterianische Kirche in Irland, in: Junge Kirche 15 (1954), S. 376–381.